# USS Buchanan (DD-131)
USS Buchanan (DD-131) là một tàu khu trục thuộc lớp Wickes được Hải quân Hoa Kỳ chế tạo trong giai đoạn Chiến tranh Thế giới thứ nhất. Nó được chuyển cho Hải quân Hoàng Gia Anh Quốc theo Thỏa thuận đổi tàu khu trục lấy căn cứ vào năm 1940, sau khi Chiến tranh Thế giới thứ hai nổ ra tại Châu Âu, và đổi tên thành HMS Campbeltown (I42). Nó bị phá hủy trong trận Đột kích St. Nazaire ngày 28 tháng 3 năm 1942, khi được chất bốn tấn thuốc nổ và cố tình ủi sập cánh cửa ụ tàu Forme Ecluse Louis Joubert, khiến cơ sở hậu cần này không thể hoạt động cho đến hết chiến tranh. Nó là chiếc tàu chiến đầu tiên của Hải quân Hoa Kỳ được đặt tên theo Franklin Buchanan (1800-1874), một Đại tá của Hải quân Hoa Kỳ và là vị Đô đốc duy nhất của Hải quân Liên minh miền Nam trong cuộc Nội chiến Hoa Kỳ.

## Thiết kế và chế tạo
Buchanan được đặt lườn vào ngày 29 tháng 6 năm 1918 tại xưởng tàu của hãng Bath Iron Works ở Bath, Maine. Nó được hạ thủy vào ngày 2 tháng 1 năm 1919, được đỡ đầu bởi bà Charles P. Wetherbee, và được đưa ra hoạt động vào ngày 20 tháng 1 năm 1919 dưới quyền chỉ huy của Hạm trưởng, Đại úy Hải quân H. H. J. Bensen.

## Lịch sử hoạt động

### USSBuchanan
Buchanan trình diện để hoạt động cùng Tư lệnh Lực lượng Khu trục tại Guantánamo, Cuba, và được tạm thời phối thuộc cùng Hải đội Khu trục 2 cho đến khi được lệnh điều động sang Hạm đội Thái Bình Dương vào tháng 7 năm 1919 và được phân về Chi hạm đội Khu trục 4. Từ ngày 7 tháng 6 năm 1922 đến ngày 10 tháng 4 năm 1930, Buchanan được cho xuất biên chế và nằm trong lực lượng dự bị tại San Diego. Sau đó nó gia nhập Đội khu trục 10 thuộc Hải đội Khu trục của Lực lượng Chiến trận, và hoạt động dọc theo vùng bờ Tây Hoa Kỳ trong các cuộc tập trận và cơ động thường lệ. Một thời gian ngắn trong giai đoạn này, chiếc tàu khu trục đặt dưới quyền chỉ huy của Theodore E. Chandler, trở thành Đô đốc trong Thế Chiến II và đã tử trận tại khu vực Nam Thái Bình Dương vào tháng 1 năm 1945. Vào mùa Hè 1934, sau khi thực hiện chuyến đi huấn luyện ôn tập đến Alaska cho nhân sự Hải quân Dự bị, nó được đưa về biên chế cắt giảm thuộc Hải đội Bị bị Luân phiên 20 tại San Diego.
Được đưa trở lại biên chế thường trực vào tháng 12 năm 1934, nó tiếp tục hoạt động cùng Đội 5 thuộc Hải đội Khu trục của Lực lượng Chiến trận. Buchanan lại được cho xuất biên chế tại San Diego từ ngày 9 tháng 4 năm 1937 cho đến ngày 30 tháng 9 năm 1939, khi nó được tái trang bị để hoạt động cùng Đội khu trục 65, Hải đội Khu trục 32 tại Đại Tây Dương. Từ tháng 12 năm 1939 đến ngày 22 tháng 2 năm 1940, nó tham gia các hoạt động Tuần tra Trung lập, được phân công tuần tra tại vịnh Mexico, hoạt động từ Galveston, Texas và sau đó ngoài khơi Key West, Florida và chung quanh eo biển Florida. Nó đi đến Xưởng hải quân Boston ngày 2 tháng 9, và sau đó tiếp tục đi đến Halifax, nơi mà vào ngày 9 tháng 9 năm 1940, nó được cho xuất biên chế và chuyển giao cho Anh Quốc theo Thỏa thuận đổi tàu khu trục lấy căn cứ.

### HMSCampbeltown

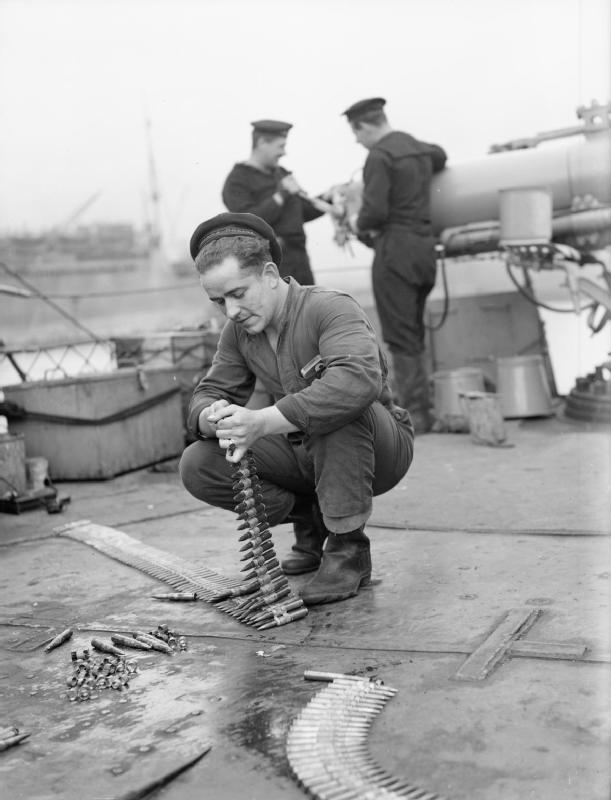
Thủy thủ Hà Lan trên chiếc HNMS Campbeltown.

Được chính thức nhập biên chế cùng Hải quân Hoàng gia Anh, HMS Campbeltown thực hiện chuyến đi từ Halifax đến Plymouth, ngang qua St. Johns, Newfoundland. Nó đi đến xưởng tàu Devonport vào ngày 29 tháng 9, và bắt đầu được cải biến cho phù hợp việc phục vụ cùng Hải quân Anh. Công việc kéo dài trong suốt tháng 10, và sau khi hoàn tất việc chạy thử máy vào ngày 1 tháng 11, nó gia nhập Chi hạm đội Khu trục 17 hoạt động tại Khu vực tiếp cận phía Tây. Ngày hôm sau, nó gặp tai nạn va chạm với chiếc SS Risoy, và bị hư hại, nhưng vẫn tiếp tục an toàn đi đến Liverpool, nơi nó được sửa chữa từ ngày 7 tháng 11 đến ngày 24 tháng 11, rồi lại gia nhập chi hạm đội. Vào ngày 29 tháng 11, nó va chạm với chiếc tàu buôn MV Fiddown tại cửa sông Mersey. Nó bắt đầu được bố trí cùng chi hạm đội vào đầu tháng 12, nhưng đến ngày 3 tháng 12, lại mắc tai nạn va chạm với chiếc SS Comus và bị buộc phải quay về cảng để sửa chữa lần nữa. Công việc sửa chữa kép dài cho đến cuối tháng 3 năm 1941, bao gồm việc cắt ngắn ống khói thứ tư.
Sau khi hoàn tất công việc vào ngày 28 tháng 3, Campbeltown được chuyển cho Hải quân Hoàng gia Hà Lan mượn, nơi nó gia nhập Đội hộ tống 7 và được bố trí cùng đơn vị này trong tháng 4-tháng 5. Hà Lan dự định đổi tên nó thành Middelburg, nhưng điều này không được chấp nhận do mâu thuẫn với thỏa thuận đặt tên với Hải quân Mỹ. Nó trải qua một đợt cải biến và sửa chữa khác trong suốt tháng 6, rồi tiếp tục nhiệm vụ cùng đội hộ tống vận tải trong tháng 7-tháng 8. Nó được đề nghị để hoàn trả cho Hải quân Hoàng gia vào tháng 9, nhưng tiếp tục ở lại cùng Đội hộ tống 7. Vào ngày 15 tháng 9, nó vớt những người sống sót từ chiếc tàu Na Uy Vingavốn bị hư hại do không kích. Cùng với thủy thủ đoàn người Anh, nó gia nhập trở lại đội hộ tống vào tháng 10, bảo vệ các đoàn tàu vận tải đi lại giữa Anh và Tây Phi trong tháng 11-tháng 12 trước khi chuyển đến Devonport để sửa chữa.

### Cuộc đột kích St. Nazaire

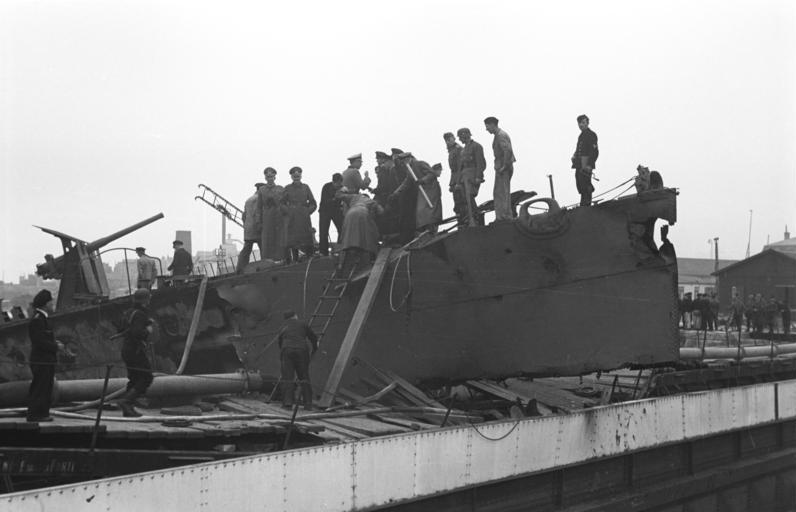
Nhân sự Đức bên trên HMS Campbeltown vào buổi sáng sau trận đột kích, trước khi con tàu phát nổ

Campbeltown bắt đầu được sửa chữa tại Devonport vào tháng 1 năm 1942. Trong thời gian này, nó được chọn cho một chiến dịch đặc biệt, nên được rút khỏi hoạt động thường lệ để cải biến. Vào đầu năm 1942, thiết giáp hạm Đức Tirpitz neo đậu tại Trondheim, Na Uy đã sẵn sàng hoạt động và trở thành một mối đe dọa cho các đoàn tàu vận tải vượt Đại Tây Dương. Nếu Tirpitz tiến vào Đại Tây Dương, ụ tàu Louis Joubert tại St. Nazaire, nguyên được chế tạo để bảo trì chiếc tàu biển chở hành khách SS Normandie, là ụ tàu duy nhất do Đức kiểm soát tại bờ biển châu Âu của Đại Tây Dương đủ lớn để bảo trì chiếc thiết giáp hạm. Nếu ụ tàu này ngừng hoạt động, một chuyến xuất kích của Tirpitz ra Đại Tây Dương sẽ nguy hiểm hơn, một điều khiến Hải quân Đức phải cân nhắc.
Chiến dịch Chariot, cuộc tấn công ụ tàu ở St. Nazaire, là một kế hoạch húc một con tàu chất thuốc nổ vào cửa ụ tàu. Đi kèm theo nó sẽ là một số tàu nhỏ chở lính biệt kích Anh, sẽ phá hủy máy móc, máy bơm và thiết bị khác của ụ tàu. Lực lượng sau đó sẽ được triệt thoái bởi các con tàu nhỏ trước khi khối thuốc nổ trên tàu kích nổ. Một điểm khó khăn đặc biệt là vị trí của ụ tàu ở cách nhiều dặm bên trong cửa sông Loire. Là một tàu khu trục lạc hậu, Campbeltown được xem có thể phế bỏ và được chọn làm con tàu húc. Nó trải qua việc cải biến suốt tháng 2, tháo dỡ ống khói thứ ba và thứ tư, đồng thời hai ống khói còn lại được làm nghiêng nhằm mô phỏng cấu trúc và dáng vẽ một xuồng phóng lôi lớp Raubvogel của Đức. Một khẩu pháo 12-pounder được trang bị phía trước, và tám khẩu pháo phòng không Oerlikon 20 mm được bổ sung ở sàn trên. Một lớp giáp bổ sung được cung cấp để tăng cường bảo vệ cầu tàu, đồng thời mọi dự trữ và thiết bị không cần thiết được tháo dỡ để làm nhẹ con tàu.
Một khối thuốc nổ bao gồm 24 quả mìn sâu Mark VII, chứa tổng cộng 4,5 tấn Mỹ (4,1 t) thuốc nổ amatol, được đặt vào các thùng thép bố trí ngay phía sau các cột chống thép nâng đỡ khẩu pháo tận cùng phía trước. Các liều thuốc nổ được kích hoạt bởi nhiều kíp nổ bút chì trì hoãn 8 giờ được nối với nhau bởi dây cordtex, được hẹn giờ ngay trước khi khởi hành và được hàn kín để ngăn cản mọi ảnh hưởng bên ngoài đến việc kích nổ. Campbeltown đi từ Devonport đến Falmouth, Cornwall vào ngày 25 tháng 3 để gặp gỡ các con tàu khác cùng tham gia chiến dịch. Thủy thủ đoàn, vốn sẽ phải rút lui cùng với lực lượng biệt kích, được giảm xuống còn 75 người dưới quyền chỉ huy của Thiếu tá Hải quân Stephen Halden Beattie.
Hải đội, bao gồm 21 con tàu: Campbeltown, 16 xuồng máy đổ bộ Fairmile B, một xuồng phóng lôi và một xuồng pháo Fairmile C hoạt động như sở chi huy của chiến dịch, rời Falmouth lúc 14 giờ 00 ngày 26 tháng 3 năm 1942, được hộ tống trong hầu hết chặng hành trình vượt sang Pháp bởi hai tàu khu trục hộ tống lớp "Hunt". Ngoài một cuộc đụng độ ngắn với tàu ngầm U-593, khi hạm trưởng chiếc tàu ngầm báo cáo sai về hướng đi và thành phần của lực lượng đột kích, các con tàu đi đến Pháp mà không gặp trở ngại. Một xuồng máy đổ bộ bị gặp trục trặc cơ khí và bị buộc phải quay trở lại Anh.
Cuộc không kích chuẩn bị do 35 máy bay Armstrong Whitworth Whitley và 25 máy bay Vickers Wellington thực hiện qua đám mây dày tỏ ra yếu kém so với kế hoạch và không có hiệu quả, lại gây sự báo động đối với lực lượng phòng vệ là có điều gì bất thường đang diễn ra. Tuy nhiên, nhờ phát ra tín hiệu nhận diện nguyên bản của Đức, lực lượng có Campbeltown dẫn đầu treo cờ hiệu của Hải quân Đức Quốc xã, đã tiếp cận cảng không đầy 1 mi (1,6 km) trước khi bị nhắm bắn. Là mục tiêu lớn nhất, Campbeltown bị thu hút nhiều hỏa lực nhất. Ở giai đoạn tiếp cận sau cùng, thủy thủ của nó hạ lá cờ Đức và giương cao lá cờ của Hải quân Hoàng gia Anh.
Lúc 01 giờ 34 phút ngày 28 tháng 3, bốn phút trễ hơn so với kế hoạch, Campbeltown húc vào cửa ụ tàu. Lính biệt kích và thủy thủ đổ bộ lên bờ dưới hỏa lực nặng nề của quân Đức, cài chất nổ phá hoại các máy móc của ụ tàu. Có 162 người thiệt mạng (64 lính biệt kích và 105 thủy thủ) trong tổng số 611 người của lực lượng đột kích. Trong số những người sống sót, 215 người bị bắt làm tù binh và 222 người triệt thoái được nhờ các xuồng đổ bộ còn sống sót. Có thêm năm người khác lẫn trốn không bị bắt, đi lẻn qua Pháp và Tây Ban Nha để cuối cùng đến được Gibraltar, một lãnh thổ do Anh kiểm soát.

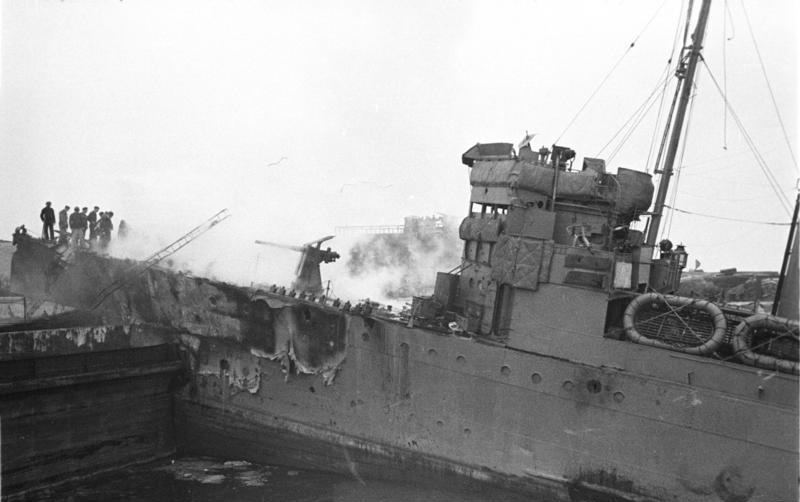
Ảnh do quân Đức chụp chiếc HMS Campbeltown trước khi nó phát nổ

Khối thuốc nổ trên Campbeltown phát nổ vào trưa ngày hôm sau 28 tháng 3, một giờ rưỡi sau thời hạn cuối cùng mà người Anh hy vọng nó phải kích nổ. Cho dù con tàu đã được người Đức xem xét, khối thuốc nổ đã không bị phát hiện. Vụ nổ đã làm thiệt mạng khoảng 250 binh lính Đức và nhân viên dân sự người Pháp, làm phá hủy toàn bộ phần nữa phía trước của chiếc tàu khu trục lẫn 160 tấn Mỹ (150 t) thùng chắn của ụ tàu; nước tràn vào ụ tàu đã đẩy toàn bộ những gì còn lại của chiếc tàu khu trục vào bên trong ụ. Ụ tàu St. Nazaire đã không còn có thể sử dụng cho đến hết chiến tranh, và chỉ được sửa chữa vào năm 1947.
Các quả ngư lôi nổ chậm được các xuồng phóng lôi phóng vào cửa bên ngoài của ụ tàu ngầm đã phát nổ theo như kế hoạch vào đêm 30 tháng 3, đã gây ra sự hoảng loạn đối với binh lính Đức vì họ tưởng rằng biệt kích Anh vẫn còn lại trong thị trấn, khiến chúng nổ súng bắn vào thường dân Pháp và bắn lẫn nhau. Có mười sáu thường dân Pháp thiệt mạng và khoảng ba mươi người bị thương. Sau đó, 1.500 thường dân bị bắt vào một trại tập trung tại Savenay, hầu hết nhà cửa của họ đều bị phá hủy, cho dù họ chẳng có liên hệ gì với vụ đột kích. Thiếu tá Beattie, người bị bắt làm tù binh, được tặng thưởng huân chương Chữ thập Victoria do thành tích dũng cảm, và đến năm 1947 được tặng thưởng Bắc đẩu bội tinh của Pháp. Huân chương Chữ thập Victoria này là một trong số năm huân chương được trao cho những người tham gia cuộc đột kích, cùng với 80 tặng thưởng khác.

## Di sản
Chiếc chuông của HMS Campbeltown được trao tặng cho thị trấn Campbelltown, Pennsylvania, một hành động nhằm ghi nhớ sự giúp đỡ của Hoa Kỳ trong chương trình Thỏa thuận đổi tàu khu trục lấy căn cứ. Chiếc chuông sau đó được chuyển cho chiếc HMS Campbeltown hiện dịch, một tàu frigate Kiểu 22, khi nó nhập biên chế năm 1989, và được hoàn trả vào ngày 21 tháng 6 năm 2011 sau khi HMS Cambeltown được cho xuất biên chế.
Bộ phim Gift Horse năm 1952 đã dựa một phần trên sự kiện của chiếc HMS Campbeltown.